# Shaman Jungle
Shaman Jungle — белорусская музыкальная группа, играющая в смешанном стиле фьюжн и этнической музыки. Представляет сочетание этнических направлений, шаманских практик и классических академических музыкальных мотивов. Акустическую палитру группы составляют джембе, фрейм-драм, ксяо, бансури, дудук, пимак, диджериду, 12-струнная гитара, саз, электроуд и множество вокальных техник. В композициях звучит белорусский, русский, эстонский, испанский, грузинский и другие языки.

## История
В том виде, в котором группа существует в настоящее время, она была создана в 2012 году. Однако, все начиналось с барабанного трио. Постепенно в коллектив пришли вокал, клавиши, струнные и духовые инструменты. К 2012 году уже окончательно формировался состав участников и родилась сама концепция стиля. В том же 2012 году группа дебютировала своим первым студийным альбомом Sky Batchyscaph, который сразу же получил высокую оценку белорусских музыкальных критиков.
С начала своей музыкальной карьеры Shaman Jungle приняли участие в таких фестивалях, как Trimurti, Gaia, Space Camp, Povidlo, Kilkim Zaibu, Kamwa, Kamianica Folk Festival, CTN Berlin, Дикая Мята.

## Дискография
- Sky Batchyscaph (2012)[3]
- Deeper (2016)[4][5]
- Amazing (2017)[6]
- One Will (2018)[7]